# Henri Fabre
Henri Fabre (Marsiglia, 29 novembre 1882 – Le Touvet, 29 giugno 1984) è stato un aviatore e ingegnere aeronautico francese, ideatore del primo idrovolante, aereo equipaggiato con un gruppo motoelica in grado di decollare da una superficie acquatica ed ammarare, della storia dell'aviazione.

## Biografia
Nato nella famiglia di un importante armatore marsigliese, Cyprien Fabre, dopo i brillanti studi conseguiti alla Faculté des Sciences di Marsiglia continuati nella facoltà di ingegneria alla École supérieure d'électricité (Supélec) di Parigi, Henri Fabre intraprende un percorso di ricerca che in quattro anni tra fase di progettazione e sperimentazione, porterà alla realizzazione di un aereo equipaggiato con tre piccole carene con funzione di galleggiante. In questo progetto chiamò ad affiancarlo il meccanico Marius Burdin, già collaboratore del capitano e pioniere dell'aviazione Ferdinand Ferber, ed il disegnatore Léon Sebille, un ingegnere navale marsigliese. Il velivolo costruito, del tipo "canard" benché non sia poi quello che ha dato il nome alla particolare configurazione, era caratterizzato da un'apertura alare di 14 m per una lunghezza di 8,5 m ed un peso di 380 kg ed equipaggiato con un motore Gnome Omega da 50 CV posizionato in configurazione spingente ed abbinato ad un'elica da 2,60 m di diametro.
Il 28 marzo 1910, nei pressi di Martigues (Bouches-du-Rhône), più precisamente sulle sponde della Laguna di Berre, di fronte al villaggio di la Mède Henri Fabre riuscì a far decollare il proprio velivolo battezzato "Le Canard" (in francese "L'anatra") davanti ad un folto pubblico tra cui era presente anche l'aviatore Louis Paulhan. L'apparecchio riuscì a percorrere 800 m sopra la laguna prima di riposarsi sulla superficie dell'acqua divenendo il primo idrovolante al mondo a riuscire a decollare in maniera autonoma, primato ufficializzato da un notaio di Martigues, Me Honoré Raphel.
Un anno più tardi, nel 1911, "Le Canard" ai comandi questa volta di Jean Becue partecipa al prestigioso Concours de Canots Automobiles di Monaco. Dopo questo volo Henri Fabre decise di avviare la commercializzazione del modello che verrà costruito in diversi esemplari.
Dopo il termine della prima guerra mondiale, Henri Fabre cessa di concentrarsi sul mercato dell'aviazione. Pur continuando la sua attività di ingegnere muta i propri interessi verso la progettazione di macchine destinate all'industria in svariati settori alternando l'attività con lo sviluppo di nuove invenzioni come la "bateau-clac", una barca ripiegabile su cui egli stesso navigava, e che poteva essere caricata nel bagagliaio di una piccola automobile.
Nel 1927 venne nominato membro della Académie de Marseille.
Muore nel 1984 e verrà sepolto nel cimitero di Lumbin.

### Pubblicazioni
- (EN) Henry R. Palmer Jr., The World's First Seaplane, in Flying Magazine, Ziff-Davis,  June 1962,  35, 72. URL consultato il 23 agosto 2012. ISSN 00154806 (WC · ACNP)